# Fabio Roscani
Fabio Roscani (Roma, 3 giugno 1990) è un politico italiano, dal 1º gennaio 2017 presidente di Gioventù Nazionale, organizzazione giovanile di Fratelli d'Italia, per cui dal 13 ottobre 2022 è deputato alla Camera.

## Biografia
Figlio di genitori originari di Rieti, ha conseguito il diploma di maturità scientifica e, dal 2022, frequenta il corso di laurea triennale in economia presso l'Università degli Studi dell'Aquila.

### Attività politica
Avvicinatosi alla politica fin dagli anni del liceo, aderì in quegli anni ad Azione Giovani, organizzazione giovanile di Alleanza Nazionale (AN), che, con la confluenza di AN nel Popolo delle libertà (PdL), confluisce nella organizzazione giovanile Giovane Italia (GI).
A dicembre 2012, assieme a diversi dirigenti della GI, partecipa alla scissione del PdL che porta alla fondazione di Fratelli d'Italia (FdI), di cui entra a far parte della sua organizzazione giovanile Gioventù Nazionale, occupandosi del coordinamento e dell’azione del partito nel Municipio Roma VIII (Garbatella), e diventandone presidente nel 2017.
Alle elezioni politiche anticipate del 2022 viene candidato alla Camera dei deputati, tra le liste di FdI nel collegio plurinominale Abruzzo - 01, risultando eletto deputato. Nella XIX legislatura è membro della 7ª Commissione Cultura, scienza e istruzione e della Commissione parlamentare d'inchiesta sulla scomparsa di Emanuela Orlandi e Mirella Gregori.